# Maltská Wikipedie
Maltská Wikipedie (maltsky Wikipedija Malti) je jazyková verze Wikipedie v maltštině. Její provoz byl zahájen v roce 2004. V lednu 2022 obsahovala přes 4 300 článků a pracovalo pro ni 5 správců. Tato verze je podle počtu článků 203. v pořadí z více než 300 existujících jazykových verzí.